# 4478 Blanco
4478 Blanco eller 1984 HG1 är en asteroid i huvudbältet som upptäcktes den 23 april 1984 av de båda italienska astronomerna Walter Ferreri och Vincenzo Zappalà vid La Silla-observatoriet. Den är uppkallad efter Carlo Blanco.
Asteroiden har en diameter på ungefär 3 kilometer.